# Alice Ferrières
Alice Ferrières (* 27. Oktober 1909 in Paris; † 8. September 1988 in Montpellier) rettete als Widerstandskämpferin an der Seite ihres Schwagers Jean Cavaillès in Murat (Cantal) Juden vor den Nationalsozialisten und erhielt 1964 die Medaille „Gerechter unter den Völkern“. Als Diplom-Mathematikerin widmete sie sich der Förderung der Werte des Universalismus und Humanismus.

## Leben
Alice Ferrières wuchs in Ganges, Département Hérault, in einer protestantischen Familie auf. Ihr Vater war Ingenieur, ihre Mutter Pianistin. Ihr älterer Bruder Marcel war Polytechniker und Verkaufsleiter bei Seita.
Nach dem Abitur schrieb sie sich für ein Mathematik-Studium an der Universität Montpellier ein. Ihr Vater konnte ihr nach der Wirtschaftskrise von 1929 das Studium nicht mehr finanzieren. Ihr Diplom erlangte sie jedoch 1933, während sie nachts in einer Luxusstrumpfindustrie arbeitete. Sie arbeitete bis 1938 als Vertretungslehrerin in mehreren Städten wie Montpellier oder Nîmes. Dann erhielt sie eine Stelle als Lehrerin an einem Mädchenkolleg in Murat.

### Im Widerstand
Alice Ferrières schloss sich 1941 der Résistance an, indem sie an den Rabbiner Henri Soil in Clermont-Ferrand schrieb mit dem Ziel, der jüdischen Bevölkerung zu helfen. Ihr Brief wurde an das Refugee Aid Committee (CAR) in Nîmes weitergeleitet. Mit Hilfe dieses Komitees verschickte sie Briefe und Pakete an Juden zu versenden. Ab Januar 1943 nutzte ihre Beziehungen, um Juden in umliegenden Schulen und Bauernhöfen zu verstecken. Während des Krieges waren es etwa fünfzehn Kinder und dreiundfünfzig Familien, die sie so und auch durch die Anfertigung falscher Papiere gerettet hat.
Unterstützt wurde sie dabei vor allem von ihren Kolleginnen Marthe Cambou und Marie Sagnier sowie von jungen Assistenten der Jüdischen Hilfs- und Widerstandswerke.
Ihre Kriegserlebnisse wurden im Buch Chère Mademoiselle, Alice Ferrières et les enfants de Murat 1941–1944 veröffentlicht.

### Ehrung
Alice Ferrières wurde 1964 als erste Frau in Frankreich als „Gerechte unter den Völkern“ als Anerkennung für ihren Einsatz für die Juden während des Krieges ausgezeichnet. Während der Zeremonie hatte sie die Ehre, in der Allee der Gerechten an der Gedenkstätte Yad Vashem 5 in Jerusalem einen Baum zu pflanzen.